# Pink Anderson

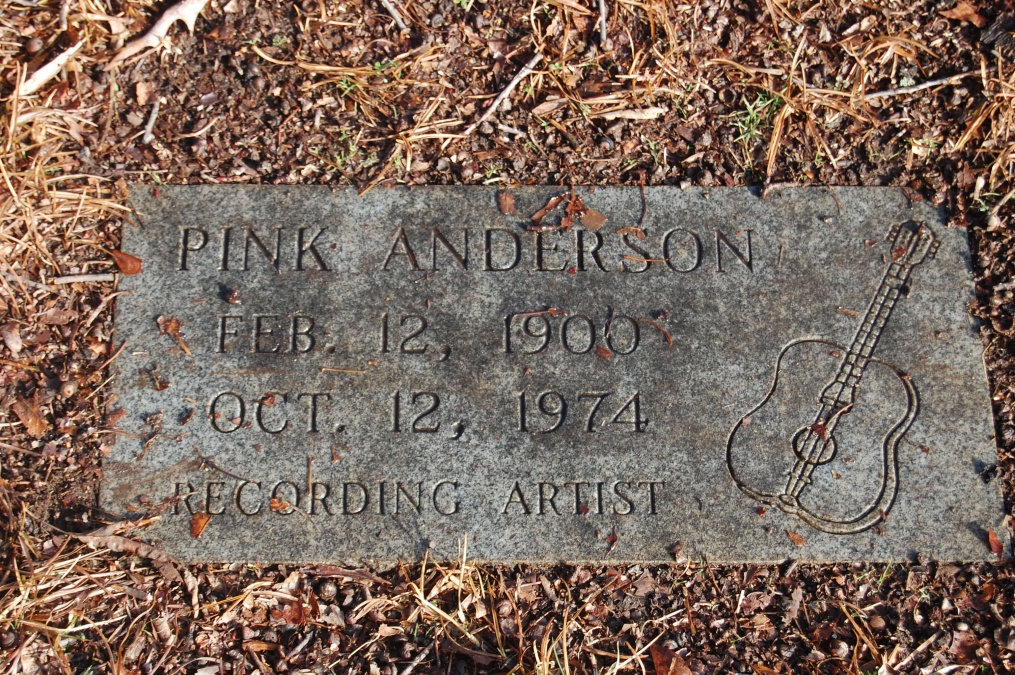

Pinkney "Pink" Anderson (Laurens (Carolina do Sul), 12 de fevereiro de 1900 — Spartanburg, 12 de outubro de 1974) foi um cantor e guitarrista de blues.

## Vida e carreira
Em 1914 juntou-se a Dr. Kerr da “Indian Remedy Company” para entreter as multidões (cantando, dançando e contando anedotas) enquanto Kerr tentava vender uma mistura com qualidades medicinais.
Em 1916, Anderson conhece Simmie Dooley em Spartanburg, com quem aprendeu a cantar o “blues”. Quando Anderson não viajava com Dr. Kerr, ele e Dooley tocavam em pequenos ajuntamentos em Spartanburg e arredores.
Após o afastamento de Dr. Kerr em 1945, Anderson ficou por Spartanburg afinando o seu talento musical com a guitarra e harmônica. Problemas de coração forçaram Anderson a retirar-se em 1957.
Anderson foi gravado pelo folclorista Paul Clayton na Virginia State Fair em maio de 1950. Ele gravou um álbum no início da década de 1960 e atuou em alguns locais ao vivo. Também apareceu no filme The Bluesmen de 1963. Reduziu suas atividades no final da década de 1960 após um acidente vascular cerebral. As tentativas do folclorista Peter B. Lowry de gravar Anderson em 1970 não foram bem-sucedidas, embora, aparentemente, ele ocasionalmente pudesse reunir algumas de suas habilidades passadas. Uma turnê final ocorreu no início da década de 1970 com a ajuda de Roy Book Binder, um de seus "alunos", levando-o para Boston e Nova York.
Ele morreu em outubro de 1974 de um ataque cardíaco, com a idade de 74 anos. Ele está enterrado no Lincoln Memorial Gardens, em Spartanburg.
O filho de Anderson, conhecido como Little Pink Anderson (nascido em 13 de julho de 1954), é um bluesman que vive em Vermillion, Dakota do Sul.

## Seu nome no Pink Floyd
Syd Barrett formou uma banda nos anos 60 chamada Pink Floyd, usando os primeiros nomes de Anderson e de Floyd Council. Barrett aparentemente possuía uma gravação de um dos LP’s de Anderson.

## Discografia

### Canções
- "Papa's About to Get Mad" / "Gonna Tip Out Tonight", Pink Anderson and Simmie Dooley (gravado em 14 de abril de 1928), Columbia 14336-D
- "Every Day in the Week Blues" / "C.C. and O. Blues", Pink Anderson and Simmie Dooley (gravado em 14 de abril de 1928), Columbia 14400-D

### Álbuns
- American Street Songs, Rev. Gary Davis e Pink Anderson, Riverside RLP 12-611

Carolina street ballads: "John Henry", "Everyday in the Week", "The Ship Titanic", "Greasy Greens", "Wreck of the Old 97", "I've Got Mine", "He's in the Jailhouse Now", Pink Anderson, gravado em 29 de maio de 1950, por Paul Clayton
- Carolina Bluesman, vol.1 (1961), Prestige/Bluesville BV 1038

"My Baby Left Me This Morning", "Baby, Please Don't Go", "Mama Where Did You Stay Last Night", "Big House Blues", "Meet Me in the Bottom", "Weeping Willow Blues", "Baby I'm Going Away", "Thousand Woman Blues", "I Had My Fun", "Every Day in the Week", "Try Some of That"
- Carolina Medicine Show Hokum & Blues, Anderson e Baby Tate (1962), Folkways Records FS 3588

"You Don't Know My Mind", "That's No Way to Do", "Weeping Willow Blues", "Meet Me in the Bottom", "I Got a Woman 'Cross Town", "Greasy Greens", "Boweevil", "Chicken", "He's in the Jailhouse Now", "The Titanic", "The Boys of Your Uncle Sam", "Baby Tate", "See What You Done Done", gravado ao vivo em Spartanburg, 1961–1962, por Samuel Charters
- Medicine Show Man, vol. 2 (1962), Prestige/Bluesville BV 1051 / OBCCD-587-2

"I Got Mine", "Greasy Greens", "I Got a Woman 'Way Cross Town", "Travelin' Man", "Ain't Nobody Home but Me", "That's No Way to Do", "In the Jailhouse Now", "South Forest Boogie", "Chicken", "I'm Going to Walk Through the Streets of..."
- The Blues of Pink Anderson: Ballad & Folksinger, vol. 3 (1963), Prestige/Bluesville BV 1071 / OBCCD 577-1

"The Titanic", "Boweevil", "John Henry", "Betty and Dupree", "Sugar Babe", "The Wreck of the Old 97", "I Will Fly Away", "The Kaiser", "In the Evening"